# Ambassade van Oekraïne in Zweden
De ambassade van Oekraïne in Zweden is de vertegenwoordiging van Oekraïne in de Zweedse hoofdstad Stockholm.
In 1918 had Oekraïne reeds een diplomatieke afvaardiging in Zweden, totdat Oekraïne in 1920 zijn onafhankelijkheid kwijtraakte aan Rusland.
De ambassade werd in 1992 geopend, nadat Zweden de onafhankelijkheid van Oekraïne op 19 december 1991 erkende. 
Sinds 19 maart 2015 is Ihor Sahach de ambassadeur.

## Ambassadeurs
- Kostyantyn Masyk, 1994–1997
- Ihor Podolev, 1997–2003
- Oleksandr Slipchenko, 2003
- Leonid Kozhara, 2003–2008
- Anatolii Ponomarenko, 2008
- Yevhen Perebyinis, 2008–2012
- Valerii Stepanov, 2012–2015
- Ihor Sagach, 2015